# Гасанзаде, Говхар Судеф гызы
Говхар Гасанзаде (азерб. Gövhər Həsənzadə; род. 6 марта 1969, Баку) — заслуженный артист Азербайджана (2006), азербайджанский композитор, автор множества песен исполнителей азербайджанской эстрады.
Пишет песни для таких известных исполнителей как Аяз Гасымов, Иззят Багиров, Ирада Ибрагимова, Зульфия Ханбабаева, Эльнара Халилова, Айгюн Кязимова, турецких исполнителей Пынар Айлин, Фатех Эркоч, Азизджан, Misha. Автор композиции «Day After Day», исполненной Самиром Джавадзаде и Эльнуром Гусейновым, с которой Азербайджан был представлен впервые на международном конкурсе песен «Евровидение 2008», и получил 8-е место.
Выпускница Консерватории. Осуществляла обязанности режиссёра-постановщика музыкальных мероприятий во Дворце им. Гейдара Алиева, являлась директором Культурного центра им. Шахрияра, директором «Зелёного театра». Сотрудничает с такими известными поэтессами, как поэтесса Турции Айше Йылмаз Биргюль, которая пишет слова на музыку Говхар. Аранжировка песен производится в основном в сотрудничестве с Яшаром Бахышом.
Работает над выпуском своего композиторского альбома из шести дисков, по 13 композиций на каждом, на которых будут представлены избранные песни, сочинённые Говхар Гасанзаде. В одном из альбомов Говхар исполняет свои песни сама в сопровождении аранжировщика Самира Асадова.
Композитор и музыкант, исполняет некоторые песни в дуэте. А также, кроме этого работает над созданием мюзикла.